# Оновлення по повітрю
Оновлення «по повітрю» (англ. Over-the-Air (OTA)) — це різні методи поширення нових версій програм, налаштування та оновлення ключів шифрування для телефонів, ресіверів і пристроїв зашифрованої передачі мови (двох-канальні рації з шифруванням). Важливою річчю при такому разі є наявність головного місця, звідки оновлення отримає кожен користувач, який був згоден його встановити. Користувач може відмовитися від такого оновлення, однак «менеджер каналу оновлення» може видалити користувача з каналу оновлення взагалі.
У контексті мобільного контенту існують такі види, як:
- over-the-air service provisioning (OTASP);
- over-the-air provisioning (OTAP);
- over-the-air parameter administration (OTAPA);
- надання мобільним телефонам налаштувань для WAP або MMS.

Абревіатура OTA є скороченням від FOTA, що розшифровується як «Firmware Over The Air». Перевести це можна як «Програмне забезпечення по повітрю». Назва означає, що файли потрапляють на пристрій, будь то смартфон або планшет, по повітрю, а не через кабель або комп'ютер.

## Смартфони
На сучасних мобільних пристроях, наприклад, смартфонах оновлення по повітрю передбачає спрощене оновлення ПО через Wi-Fi або мобільну мережу, на відміну від звичайного оновлення як окреме завантаження патчів і ручна установка, наприклад, через USB кабель.
Оновлення прошивки доступні для завантаження з сервісів оновлення по повітрю.

## Механізм
Механізм оновлення по повітрю вимагає програмне і апаратне забезпечення, що підтримує таке оновлення, а саме потрібна підтримка отримання і установки патчів, отриманих через бездротову мережу від провайдера.
Нове програмне забезпечення переноситься на телефон, встановлюється і запускається. Найчастіше необхідно перезавантажити пристрій, щоб оновлення вступило в силу.

## Методи
В залежності від реалізації, оновлення по повітрю може бути розпочато тільки після здійснення певних дій, наприклад, дзвінок у підтримку. Зазвичай це робиться для того, щоб уникнути збоїв в незручне для клієнта час. Провайдер розсилає SMS зі спеціальним номером для початку оновлення.
Verizon Wireless в США використовує код служби *228. Опція 1 оновлює конфігурацію телефону, опція 2 оновлює за допомогою PRL.

## Стандарти оновлень
Є кілька стандартів оновлення по повітрю. Першим з них був GSM 03.48. Пакет стандартів ZigBee включав в себе ZigBee OTA Updgrading Claster як частина ZigBee Smart Energy Profile і надавав провайдер-незалежну частину оновлення прошивки.

## Схожі технології
Оновлення по повітрю схоже з методами доставки прошивок для користувацької електроніки, такими як кабельні модеми, які використовують TFTP як шлях для оновлення прошивки.